# Joy Will Find a Way
| Recensione              | Giudizio    |
| ----------------------- | ----------- |
| AllMusic                | [ 1 ]       |
| Sputnikmusic            | 3.5 (Great) |
| Piero Scaruffi          | [ 3 ]       |
| Dizionario del Pop-Rock | [ 4 ]       |
| 24.000 dischi           | [ 5 ]       |

Joy Will Find a Way è il sesto album di Bruce Cockburn, pubblicato dalla True North Records nel 1975.

## Tracce
Lato A
Testi e musiche di Bruce Cockburn, eccetto dove indicato.
1. Hand-Dancing – 4:30
2. January in the Halifax Airport Lounge – 3:19
3. Starwheel – 3:16 (Bruce Cockburn, Kitty Cockburn)
4. Lament for the Last Days – 5:24
5. Joy Will Find a Way (A Song About Dying) – 3:50

Lato B
Testi e musiche di Bruce Cockburn.
1. Burn – 4:08
2. Skylarking (Strumentale) – 3:20
3. A Long-Time-Love Song – 4:41
4. A Life Story – 6:16
5. Arrows of Light – 4:55

## Musicisti
- Bruce Cockburn - chitarra acustica, chitarra elettrica, dulcimer, voce
- Eugene Martynec - chitarra
- Pat Godfrey - tastiere
- Dennis Pendrith - basso
- Terry Clarke - batteria
- Dido Morris - percussioni
- Beverley Glenn Copeland - accompagnamento vocale, coro
- Linda Page Harpa - accompagnamento vocale, coro (brano: Burn)
- Malika Hollander - accompagnamento vocale, coro (brano: Burn)
- Zezi Tado - accompagnamento vocale, coro (brano: Burn)
- Alexa De Wiel - accompagnamento vocale, coro (brano: Burn)
- Jeffrey Crelingston - accompagnamento vocale, coro (brano: Burn)
- Beverley Glenn Copeland - accompagnamento vocale, coro (brano: Burn)

Note aggiuntive
- Eugene Martynec - produttore (per la True North Productions)
- Registrato al Eastern Sound di Toronto (Canada) tra luglio-agosto 1975
- Ken Friesen - ingegnere delle registrazioni
- Blair Dawson - illustrazione copertina album
- Harry Savage - fotografie interne all'album
- Bart Schoales - concetto grafico[7]